# شور چای
شورچای یکی از خوراک‌های محلی ولایت بدخشان در شمال‌شرق افغانستان است. شورچای از گذشته‌های دور به این سو در بین تاجیک‌های بدخشان مروج بوده و خانواده‌ها تا امروز آن را تهیه می‌کنند شورچای در بین بدخشانی‌ها حتی بیرون از مرز بدخشان در داخل و حتی در خارج از کشور نیز استفاده 
می‌شود.

## پیشینه
شمس‌علی شمس یکی از نویسندگان در بدخشان در  همایش "شعر در نفس های گرم شورچای" گفت بازرگانان در حدود ۵هزار سال قبل چای را از مسیر شاهراه ابریشم که به این مناطق رفت و آمد داشتند، به بازار بدخشان انتقال دادند و مردم این ولایت هم چای را در حدود ۳۰۰ سال قبل از امروز با ترکیب چای، شیر، نمک و مغز چهارمغز ، به یک نوع خوردنی خاص برای خود برگزیدند و با گذشت زمان به یک نوع فرهنگ در میان آنان رایج شد.
شورچای حالا خوراک خیلی‌ها معمول و مروج در میان ثروتمندان و فقرا است که این دو باعث تداوم استفاده از شورچای در هر موقعیت و شرایط شده است که به آن هویت و رنگ تاریخی، اجتماعی و حتی فرهنگی بخشیده است.

## روش ساخت و مواد اولیه
شورچای ساخته شده از آب،‌ شیر تازه حیوانات اهلی مانند گاو، بز و گوسفند، چای جوشانده شده که معمولن سیاه است و نمک می‌باشد. ترتیب آن طوری است که اول چای خوب جوشانده شده پس از آن شیر در آن جوشانده می‌شود و مقدار ملایمی نمک به آن اضافه می‌گردد. در شورچای نمک به جای شکر استفاده می‌شود و به همین سبب آن را شورچای می‌گویند. بعضاً در شورچای از چهارمغز کوبیده در هاون نیز استفاده می‌شود که بعضی‌ها آن را به نام چهارمغزچای نیز یاد می‌کنند. کسانی که وضعیت اقتصادی شان نسبتاً بهتر است به شورچای قیماق یا خامه را نیز اضافه و 
صرف می‌کنند.

## فرهنگ مصرف و کاربرد اجتماعی
شورچای در یک ظرف مخصوص مسی به نام چای‌جوش که از فلز مس ساخته شده تهیه و مورد استفاده قرار می‌گیرد. یکی از خوبی‌های چای‌جوش مسی این‌ است که گنجایش بیشتر را دارا بوده و دارای مقاومت بیشتر است.
شورچای به صورت اغلب در یک ظرف چینی مخصوص و با نان گندم صرف می‌گردد. در ولایت بدخشان کُلچه بدخشانی و کُلچه ورقی خیلی مشهور است که این‌ها هردو نیز نمکی بوده و با شورچای یکجا صرف می‌شود. هرچند شورچای غذای صبحانه مردم بدخشان است، ولی در جشن‌های ازدواج‌ و نامزدی‌ها نیز برای مهمانان تهیه و صرف می‌شود.
شورچای برای خانواده‌های ثروتمند با مصارف بیشتر خوراکی قیمتی و خوشمزه است که با کُلچه‌های نمکی خاص صرف می‌شود، اما برای خانواده‌های کم درآمد و نادار با مصارف مواد اندک خوراک ارزان و اقتصادی است.
هرچند شورچای یک غذای نازل است، اما امروز استفاده آن بیشترینه به عرف تبدیل شده است. گفته شده که بدخشانی‌ها بدون هر چیز می‌توانند زندگی کنند، ولی بدون شورچای نه.